# 市川治彦
市川 治彦（いちかわ はるひこ、1935年7月30日 - ）は、山梨県甲府市出身の元プロ野球選手。

## 経歴
中学時代はエースピッチャーとして活躍し、甲府商業高校では外野手に転向して1年生からレギュラーポジションを確保した。1952年には夏の山静大会決勝戦で矢頭高雄、西村一孔がバッテリーを組んでいた都留高校と対戦し、延長21回の末に2-1で敗れ、甲子園出場はならなかった。同級生に大石正彦がいる。
卒業後日立製作所を経て、1955年にトンボユニオンズへ入団。
オープン戦では4番を打つなど期待されたが、腰を痛め2年間でわずか5試合の出場に留まり、現役を引退。その後、現役時代に母校の甲府商業で練習していたことが野球協約違反に問われたため、球界からも去ることになった。
その後は1981年に長野県諏訪市に精密機器の会社を設立し、社長に就任した。

## 詳細情報

### 年度別打撃成績
| 年 度     | 球 団       | 試 合 | 打 席 | 打 数 | 得 点 | 安 打 | 二 塁 打 | 三 塁 打 | 本 塁 打 | 塁 打 | 打 点 | 盗 塁 | 盗 塁 死 | 犠 打 | 犠 飛 | 四 球 | 敬 遠 | 死 球 | 三 振 | 併 殺 打 | 打 率 | 出 塁 率 | 長 打 率 | O P S |
| --------- | ----------- | ----- | ----- | ----- | ----- | ----- | -------- | -------- | -------- | ----- | ----- | ----- | -------- | ----- | ----- | ----- | ----- | ----- | ----- | -------- | ----- | -------- | -------- | ----- |
| 1955      | トンボ 高橋 | 1     | 1     | 1     | 0     | 0     | 0        | 0        | 0        | 0     | 0     | 0     | 0        | 0     | 0     | 0     | 0     | 0     | 1     | 0        | .000  | .000     | .000     | .000  |
| 1956      | トンボ 高橋 | 4     | 4     | 3     | 0     | 0     | 0        | 0        | 0        | 0     | 0     | 0     | 0        | 0     | 0     | 1     | 0     | 0     | 3     | 0        | .000  | .250     | .000     | .250  |
| 通算：2年 | 通算：2年   | 5     | 5     | 4     | 0     | 0     | 0        | 0        | 0        | 0     | 0     | 0     | 0        | 0     | 0     | 1     | 0     | 0     | 4     | 0        | .000  | .200     | .000     | .200  |

- トンボ（トンボユニオンズ）は、1956年に高橋（高橋ユニオンズ）に球団名を変更

### 背番号
- 32 （1955年 - 1956年）